# 1771年大彗星
1771年大彗星（Great Comet of 1771），正式命名為C/1771 A1，是一顆1771年肉眼可見的彗星。由於其非凡的亮度，它被認為是大彗星之一。

## 觀測史
1771年1月9日，這顆彗星首次被觀測。1771年1月10日，法國天文學家查爾斯·梅西耶（Charles Messier，1730-1817）也觀測到了該彗星。

## 軌道
這顆彗星的軌道是拋物線的。1770年11月22日，這顆彗星在距離太陽0.528天文單位的軌道上運行。它最接近地球的時間是1771年1月9日，距離為0.1878天文單位。